# مروحة شباكية

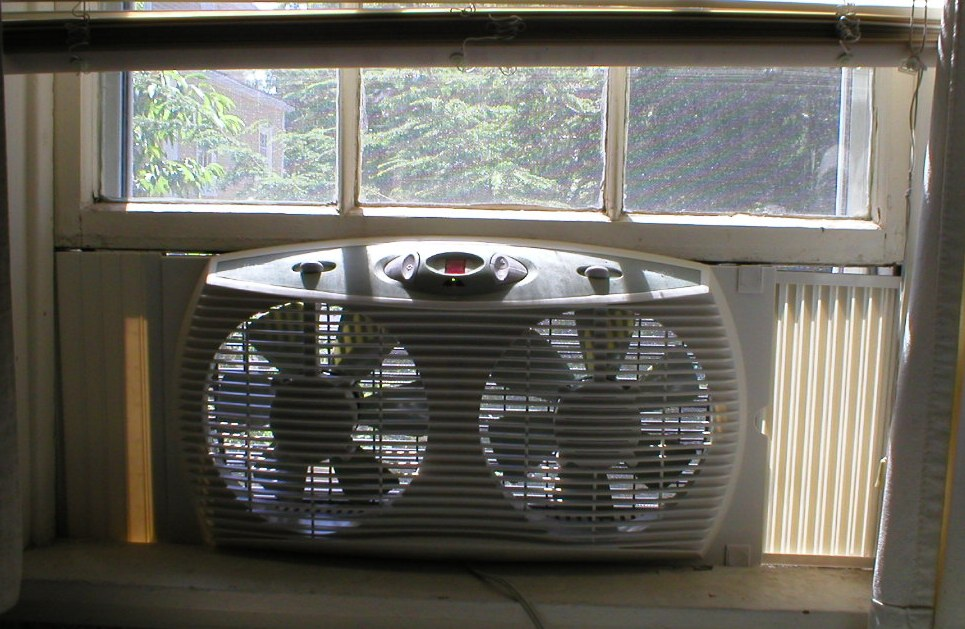
شباكية صغيرة ذات مروحتان مع منظم حرارة

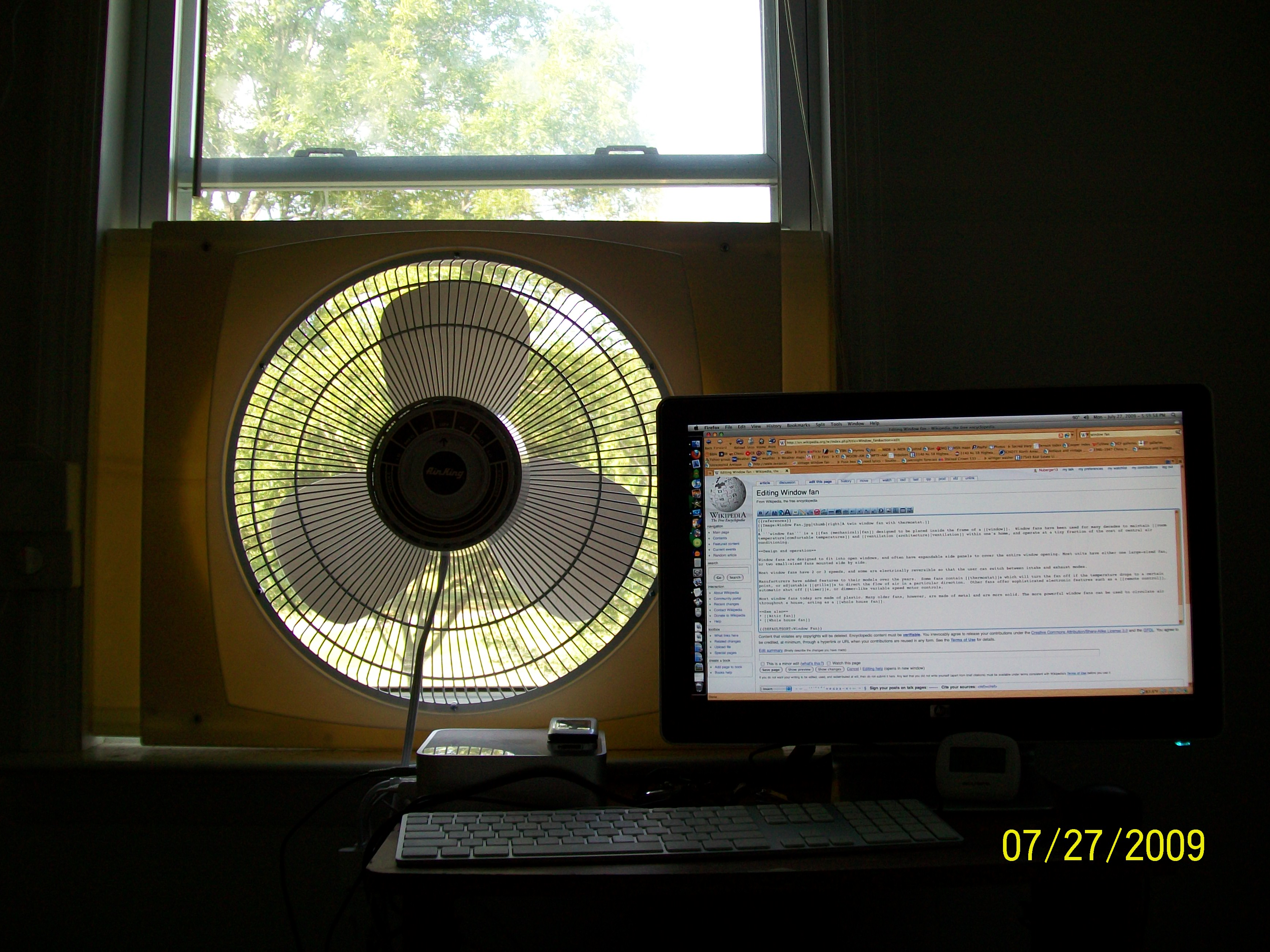
شباكية كبيرة مَزُوَّدَةٌ بمسرع به ثَلَاثِ مَرَاتِبَ لِلسُّرْعَةِ، مع خيار تبديل بين نفخ ٱلْهَوَاءِ وشفطه.

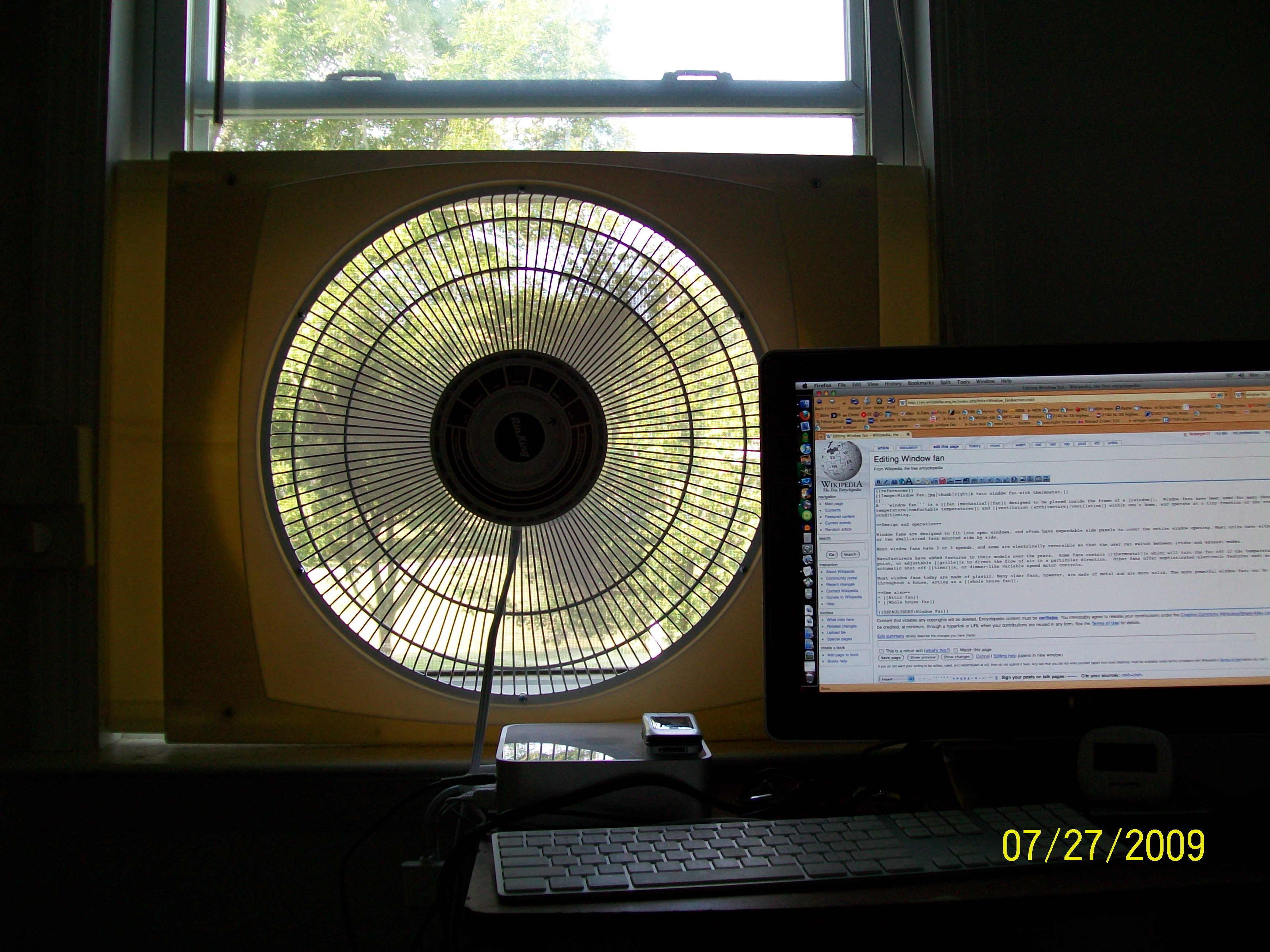
الشباكية السابقة وهي تشتغل

المروحة الشباكية جهاز صمم ليثبت في إطار النافذة، اعتمده الناس على مر عقود لتهوية دورهم وتسهيل انسياب النسيم في المساكن، ليقلل جزءًا يسيرًا من نفقات التكييف المركزي.

## تصميمها وكيفية عملها
تصمم هذه الشباكيات حتى توضع في النافذة المفتوحة، وقد تتضمن (في الغالب) ألواحًا جانبية متمددة تسد باقي المساحة المفتوحة غير المغطاة بالشباكية وتحكم دخول هواء الخارج. للشباكية إما مروحة كبيرة مفردة، وإما مروحتان صغيرتان متجاورتان.
وتتدرج حركة مراوح الشباكيات في مدارج السرعة، فبعضها يخير فيه المستعمل بين مرتبتين أو ثلاث أو أكثر، وفي جملتها لها مبدل اتجاه الجريان الهواء يبدل بين نفخ الهواء وشفطه وفق مرام المستخدم.
ولم يزل المصنعون يدخلون المستحدثات في تصاميمها على مر الأيام، فبعضها أضحى مشفوعًا بمتحسسات حرارية تكف المروحة عن دوران إذا انحدرت الدرجات إلى حد معين، وبعضها زود بمُصرفات الرياح توجه الريح في وجهة مختارة، ومنها ما اتسق فيه الرقي الإلكتروني حتى غدا مشحونًا بأدوات التحكم عن بعد ومؤقتات الإطفاء الذاتي، وكذلك المسرعات المتدرجة التي تتفاوت فيها وتختلف سرعاتها.
معظم المراوح الشباكية في زماننا مصنوع من اللدائن (البلاستيك)، أما قديمهن، فالكثير منهن مصوغات من المعادن، وهن أمكن صنعًا وأمضى عمرًا. وأما أجودهن وأنفعهن، فهن اللواتي يقمن مقام مراوح تهوية ويُسخرنَ في تصريف وتهوية الهواء في جميع أنحاء الدار.